# Leaders in Finance
Leaders in Finance is een Nederlandse podcast die sinds 13 februari 2020 wekelijks en soms tweewekelijks verschijnt. In de podcast interviewt host Jeroen Broekema leiders uit (voornamelijk) de Nederlandse financiële sector over wat hen bezighoudt op zakelijk en persoonlijk gebied, vanuit de overtuiging dat er meer open gesproken moet worden door mensen uit de sector.

## Leaders in Finance Group
Jeroen Broekema was voorheen werkzaam in verschillende functies bij ABN AMRO Bank en directeur van de Nederlandse tak van fintech Funding Circle. Een sabbatical in 2019 resulteerde vervolgens in de podcast Leaders in Finance. Inmiddels maakt de podcast deel uit van het bredere Leaders in Finance Group, waaronder ook de organisaties Leaders in Finance Events, Leaders in Finance Academy en de podcast Compliance Adviseert vallen. De activiteiten van Leaders in Finance Group zijn gericht op het samenbrengen van mensen in de financiële sector en het faciliteren van inhoudelijke gesprekken rondom verschillende thema's, waaronder sustainable finance, witwasbestrijding, cyberveiligheid en de Wet toekomst pensioenen. 

## Format
Afleveringen van de Leaders in Finance podcast zijn doorgaans één-op-één gesprekken tussen Jeroen en de geïnterviewde(n). Deze interviews volgen grofweg een vast format, hoewel ieder gesprek anders is: 
1. Jeroen introduceert de gast door diens naam te spellen en met een korte beschrijving van diens CV.
2. Het eerste deel van het gesprek gaat in op het huidige werk van de gast, waarbij de focus per spreker verschilt. Jeroen en de gast bespreken trends in de financiële sector of introduceren de organisatie die de gast vertegenwoordigt aan de hand van de stakeholders van die organisatie.
3. Dan blikken Jeroen en de gast terug op de jeugd van de gast, en op diens carrière tot dusver: welke factoren zijn van invloed geweest op latere keuzes?
4. Vervolgens gaat het gesprek in op de drijfveren en (zakelijke of persoonlijke) successen van de gast, en op de vraag: hoe blijven privé en werk in balans, en hoe houdt de gast zichzelf mentaal en fysiek gezond?
5. De podcast sluit af met een vaste rubriek: de 'pleaser', een vraag over het favoriete boek van de gast, en de 'teaser': een pittige stelling of dilemma.

Daarnaast verschijnen ook geregeld extra afleveringen van Leaders in Finance, die deze structuur niet volgen maar waarin met een of meerdere gasten dieper ingegaan wordt op inhoudelijke onderwerpen. 

## Gasten
Te gast in Leaders in Finance waren onder andere:
- Ali Niknam
- Anneka Treon
- Annerie Vreugdenhil
- Annette Mosman
- Barbara Baarsma
- Bianca Tetteroo
- Carla Muters
- David Knibbe
- Eelco Heinen
- Femke de Vries
- Frank Elderson
- Gisella van Vollenhoven
- Gita Salden
- Hanzo van Beusekom
- Hélène Vletter-van Dort
- Ingrid de Swart
- Jacqueline van den Ende
- Janine Vos
- Jan Rutte
- Jan-Willem van der Schoot
- Jeroen Dijsselbloem
- Jeroen Rijpkema
- Joanne Kellermann
- Jos Baeten
- Jouk Pleiter
- Kalo Bagijn
- Karien van Gennip
- Karin van Baardwijk
- Klaas Knot
- Krik Gunning
- Laura van Geest
- Lidwin van Velden
- Maarten Edixhoven
- Mark Nuvelstijn
- Martijn Gribnau
- Medy van der Laan
- Nadine Klokke
- Nout Wellink
- Onno Ruding
- Pauline van der Meer Mohr
- Peter Paul de Vries
- Petra Hielkema
- Petri Hofsté
- Rients Abma
- Robert Swaak
- Robin de Jongh
- Ruben Verkuijl
- Sharon van Herel
- Simone Huis in 't Veld
- Steven Maijoor
- Sylvester Eijffinger
- Tanja Nagel
- Tijo Collot d'Escury
- Wim Mijs

Uitspraken van gasten in de Leaders in Finance podcast worden geregeld door externe media aangehaald.

## Nominatie
De Leaders in Finance podcast werd genomineerd voor de Dutch Podcast Awards 2020 van BNR in de categorie 'zakelijk'.